# XE-TU (programa de televisión)
XE-TU fue un programa televisivo mexicano, creado por Reynaldo López y producido por Carla Estrada, el cual se emitió entre 1982 y 1987, por la empresa Televisa.

## Formato
Fue un programa de entretenimiento, concursos y música semanal conducido por René Casados, Erika Buenfil, Victoria Ruffo, Gabriela Rivero, Marcela Páez, Daniel Martín, Jorge Alberto Aguilera, Roxana de Antuñano, Adela Noriega, Gabriela Michel, entre otros. Tenía una duración de media hora y se volvió un programa muy popular en el segmento juvenil.
El programa se transmitía hasta 1983 de lunes a viernes a las 19:00 horas a través del Canal de las Estrellas (canal 2). Posterior a ese Año se Transmitió por Canal 4 con cobertura al entonces Distrito Federal y Valle de México De este programa surgieron varias estrellas de la música y de la actuación mexicana.
Casados al inicio de las transmisiones decía como parte de su saludo "siempre sonríe y la fuerza estará contigo", la cual fue una frase que se volvió icónica en esos años.
Las cortinillas corrían a cargo del actor y locutor, Daniel Martín, quien fue sustituido por Ricky Luis y posteriormente por Jorge Alberto Aguilera. Las voces de los muppets estaban a cargo de Julio Lucena, Maria Alicia Delgado, Laila Ortíz de Pinedo entre otros.
Algunos nombres de los concursos eran: "La chica XE-TU", donde la joven ganadora participaba toda la semana haciendo spots en el programa. "Tu sueño posible", donde la actriz o actor invitado que está separado por una pared de los tres concursantes, y por lo tanto no se pueden ver, debe formularles preguntas para finalmente decidir con quien más se identifican y así ganar la oportunidad de pasar un día completo juntos. "Canta, Canta", donde los participantes ponían a prueba sus habilidades como intérprete, ayudando a descubrir artistas como Fey y Edith Márquez. "Viajando con XE-TU", consistía en dos equipos formados por 4 concursantes cada uno, los cuales competían para nombrar las respuestas a preguntas de cultura general, y donde el artista musical invitado se volvía parte del equipo de conducción del programa.
También se invitaba a celebridades como: Miguel Bosé, Luis Miguel, José José, Hombres G, Daniela Romo, Lucía Méndez, Emmanuel, Miguel Ríos, Parchís, Timbiriche, Manuel Mijares, Massiel, Flans, Sombrero Verde, entre otros.

## Legado
Televisa hizo un remake de XE-TU con Gloria Trevi como conductora, que se llamó "XE-TÚ Remix" y que duró del 16 de septiembre de 1996 al 3 de enero de 1997, sin embargo, nunca pudo alcanzar los ratings y popularidad que tuvo el programa original.